# Nicholas Hytner
Sir Nicholas Robert Hytner (* 7. Mai 1956 in Manchester, England) ist ein britischer Theater- und Filmregisseur.

## Leben
Nicholas Hytner studierte Englisch an der Trinity Hall in Cambridge. Nach Abschluss des Studiums wandte er sich als Regisseur dem Theater zu. 1989 bekam er seinen ersten Preis für seine Arbeit, den London Evening Standard Theatre Award und den London Critics’ Circle Theatre Award für Miss Saigon und Getto, verliehen. 1993 wurde Hytner mit dem Laurence Olivier Theatre Award für Carousel ausgezeichnet. Nachdem er bereits 1991 für einen Tony Award nominiert war, erhielt er ihn 1994 für seine Musicalumsetzung von Carousel. Seit September 2003 ist Nicolas Hytner Direktor des Londoner National Theatre. Seinen zweiten Tony Award erhielt er 2006 für The History Boys. 2017 gründete er zusammen mit Nick Starr das Londoner Bridge Theatre.
Hytner wurde im Jahre 2010 als Knight Bachelor in den Ritterstand erhoben.

## Filmografie (Auswahl)
- 1995: King George – Ein Königreich für mehr Verstand (The Madness of King George)
- 1996: Hexenjagd (The Crucible)
- 1998: Liebe in jeder Beziehung (The Object of My Affection)
- 2000: Center Stage
- 2006: Die History Boys – Fürs Leben lernen (The History Boys)
- 2015: The Lady in the Van

## Quelle
London Gazette (Supplement). Nr. 59282,  HMSO, London, 31. Dezember 2009, S. 1 (Digitalisat, abgerufen am 2. Oktober 2013, englisch).